# Folkowe Inspiracje
Folkowe Inspiracje - Міжнародний Фестиваль Молодіжного Творчості. Проходить в Лодзі з 2011 року. Організатори фестивалю - Палац Молоді ім. Ю. Тувіма в Лодзі (Польща) і Фонд Сприяння та Підтримки Творчості CONVIVO.

## Ідея фестивалю
Ідеєю фестивалю є зацікавлення молодих людей сучасним творчістю у всіх областях мистецтва, заснованому на багатстві культурних традицій всіх народів світу. Важливою особливістю програми фестивалю є популяризація серед молоді багатокультурної Лодзі і Лодзинського регіону, а також культур інших народів. Folkowe Inspiracje - це інноваційне культурно-розвиваюча подія, яка виділяється серед інших фестивалів своїми цікавими формами, різноманітністю заходів, а також міжнародними молодіжними проектами, реалізованими під час фестивалю.
FOLKOWE INSPIRACJE - це не просто фольклорний фестиваль. Ця подія, що має свій унікальний характер і неповторну атмосферу, створену завдяки енергії молодих людей. Це фестиваль, який створює молодь, захоплена культурою і традиціями всіх народів і етнічних груп в світі.

## Види
На FOLKOWYCH INSPIRACJACH є місце і для традиційного народного танцю і народної пісні, і для пісні та сучасного танцю, заснованих на народній культурі. Фестиваль є місцем для таких презентацій, як: інсталяції дизайнерів, експериментальне рукоділля, міжкультурні танцювальні форми у виконанні міжнародних груп молодих артистів, музика, що поєднує в собі народні та сучасні звуки, а також народні пісні в сучасному аранжуванні. Фестиваль відрізняється своїми інноваційними навчальними заходами на теми міжкультурного і культурної спадщини. Для дітей і молоді ми підготували "Фолькову навчальну стежку", розроблену на основі інноваційних методів: флеш-мобів, квестів, ігор, а також майстер-класів в музеях міста Лодзі.

## Програма фестивалю
Протягом 6 років в насичену програму фестивалю увійшли: концерти, танцювальні шоу, виступи вуличних театрів, музичні проекти, конкурси: хореографічний, вокальний, вокально-інструментальний, фото і дизайн - ЗОЛОТИЙ ЧОВЕН, майстер-класи, покази моди, виставки конкурсних робіт, вуличні акції за участю глядачів і фолькові пікніки.
У шести попередніх фестивалях взяли участь молоді артисти з 25 країн: Алжиру, Вірменії, Білорусі, Китаю, Чехії, Естонії, Франції, Греції, Грузії, Іспанії, Нідерландів, Киргизстану, Латвії, Литви, Молдови, Палестини, Польщі, Росії, Словаччини, Словенії, Тунісу, Туреччини, України, Угорщини та Італії.
У фестивалі в цілому взяли участь 1800 молодих артистів, близько 300 волонтерів і понад 800 учнів шкіл міста Лодзі. Події фестивалю побачили 10000 глядачів.